# Ramize Gjebrea
Ramize Gjebrea (ur. 20 kwietnia 1923 w Gjirokastrze, zm. 6 marca 1944 we wsi Ramicë k. Wlory) – albańska komunistka i działaczka ruchu oporu.

## Biografia
Pochodziła z zamożnej rodziny z Gjirokastry, była córką Rustema i Safiji. Kształciła się w Żeńskim Instytucie Nana Mbretneshë w Tiranie, razem z Nexhmije Hoxhą i Liri Belishovą. Tam też związała się z ruchem komunistycznym. W 1942 została aresztowana przez policję włoską, ale wkrótce ją uwolniono z braku dowodów. Po uwolnieniu przystąpiła do Ruchu Wyzwolenia Narodowego. W 1943 służyła w sztabie V Brygady Szturmowej. Wyróżniała się znajomością języków obcych i umiejętnością przemawiania do partyzantów.
26 lutego 1944 we wsi Ramicë  przeprowadzono śledztwo w sprawie niewłaściwego moralnie zachowania partyzanta Zaho Koki i Ramize Gjebrei. Gjebrea była w tym czasie narzeczoną Nako Spiru (zasiadającego we władzach Komunistycznej Partii Albanii) i mimo tego, jak zeznał Ramadan Xhangolli, przedstawiciel KC Komunistycznej Partii Albanii odbyła stosunek płciowy z Zaho Koką. W obliczu sądu wojskowego oboje oskarżeni przyznali się jedynie do niewinnych pieszczot i pocałunków. Zaho Koka oświadczył przed sądem, że nie miał świadomości, że Gjebrea jest narzeczoną Spiru i obciążył Gjebreę "winą" za wywołany skandal. 4 marca 1944 sąd partyzancki (przew. Manush Myftiu) skazał Ramize Gjebreę na karę śmierci. Koka został ułaskawiony, pozbawiono go tylko stopnia wojskowego. Dwa dni później, przed frontem żołnierzy 5 Brygady Szturmowej Gjebrea została rozstrzelana przez trzyosobowy pluton egzekucyjny, złożony z kobiety i dwóch mężczyzn. Skazana nie zgodziła się na zasłonięcie twarzy. 
W maju 1945 szczątki Gjebrei zostały ekshumowane i pochowane na Cmentarzu Narodowych Męczenników w Tiranie. Liri Belishova, późniejsza żona Nako Spiru oświadczyła w jednym z wywiadów w 2010 roku, że sąd wojskowy wydał wyrok skazujący na wyraźne polecenie Envera Hoxhy. W 2013 w czasopiśmie Shqiptarja ukazał się zachowany w Archiwum Państwowym Albanii dziennik Ramize Gjebrei, opracowany do druku przez Vasfi Barutiego.